# هنا (داکوتای شمالی)
هنا(به انگلیسی: Hannah) شهری در ایالت داکوتای شمالی کشور ایالات متحده آمریکا است که جمعیت آن در سرشماری سال ۲۰۱۰ میلادی، ۱۵ نفر بوده‌است.